# Zòrinsk
Zòrinsk (en ucraïnès Зо́ринськ, en rus Зо́ринск), és una ciutat del raion de Perevalsk de l'óblast de Luhansk d'Ucraïna, situada actualment a zona República Popular de Luhansk de la Rússia. Població: 7.128 (2021), 7.331 (2013).

## Història
Zòrinsk és una ciutat des del 1963.
Del 2014 al 2022, Zòrinsk ha estat controlada per forces de la República Popular de Luhansk.